# Doris kpone
Doris kpone is een slakkensoort uit de familie van de Dorididae. De wetenschappelijke naam van de soort werd voor het eerst geldig gepubliceerd in 2013 door Edmunds.